# Oedipoda charpentieri
Espèce
Synonymes
- Oedipoda collina Pantel, 1886
- Oedipoda collina sulphurans Pantel, 1886
- Oedipoda collina lactea Pantel, 1901

Oedipoda charpentieri, l'Œdipode occitane, est une espèce d'insectes orthoptères de la famille des Acrididae.

## Distribution
Cette espèce se rencontre en France, en Espagne et au Portugal.
Localisé et rare, on ne le trouve que dans des endroits arides, la Crau par exemple.

## Description
Très mimétique, le corps est de coloration très variable, du brun sombre au clair tacheté de foncé (en rapport avec l'environnement); les ailes sont bleu clair ou rose clair soulignées d'une large bande foncée (ressemblance avec Oedipoda caerulescens et Oedipoda germanica).
On observe l'adulte d'août à novembre.

## Publication originale
- Fieber, 1853 : Synopsis der europaischen Orthopteren. Lotos, vol. 3, p. 90-129 (texte intégral).